# Saint-Christophe-sur-Roc
Pour les articles homonymes, voir Saint-Christophe.
Saint-Christophe-sur-Roc est une commune française, située dans le département des Deux-Sèvres en région Nouvelle-Aquitaine.

## Géographie
Saint-Christophe-sur-Roc est situé à 17 km au nord de la ville de Niort et à 23 km au sud-ouest de Parthenay. Le village s'inscrit dans un type de paysage particulier : la Gâtine (région de terre gâtée, mauvaise terre) que l'on retrouve aussi dans d'autres régions (Touraine notamment). Le sol imperméable favorise la présence en nombre de sources, étangs, rivières qui irriguent un paysage de bocage verdoyant et vallonné.

### Localisation et communes limitrophes
| Champdeniers |                          | La Chapelle-Bâton |
|              | Saint-Christophe-sur-Roc | La Chapelle-Bâton |
|              | Cherveux                 |                   |

### Lieux-dits et écarts
Comme beaucoup de petites communes rurales, le village s'articule autour d'un bourg entouré d’une dizaine de hameaux. Jusqu'à une certaine époque, il n'existait pas de noms de rue, mais uniquement des lieux-dits dont voici une liste non exhaustive : la Batonnière, la Bernière, Boisne, le Bourg, le Breuil, le gros Buisson, les Cartries, Chaufourd, Chazais, les Combes, la Cour de Boisne, le Logis de Boisne, le Coteau de l'Épave,  le Fombrellier, les Fromenteaux, la Galinière, la Grande Gasse, la Gelousière, la Genète, la Groie, les Justices, Laleu, le Plateau de Montplaisir, Montplaisir, les Oeulis, les Terres de Phlé, Phlé, la Plaisière, le Plantis, la Truite, le Grenouiller.

### Climat
Pour des articles plus généraux, voir Climat de la Nouvelle-Aquitaine et Climat des Deux-Sèvres.
Historiquement, la commune est exposée à un climat océanique du nord-ouest.  
En 2020, Météo-France publie une typologie des climats de la France métropolitaine dans laquelle la commune est exposée à un climat océanique et est dans la région climatique  Poitou-Charentes, caractérisée par un bon ensoleillement, particulièrement en été et des vents modérés.
Pour la période 1971-2000, la température annuelle moyenne est de 11,9 °C, avec une amplitude thermique annuelle de 14,7 °C. Le cumul annuel moyen de précipitations est de 862 mm, avec 11,5 jours de précipitations en janvier et 7,3 jours en juillet. Pour la période 1991-2020, la température moyenne annuelle observée sur la station météorologique la plus proche, située sur la commune de Surin à 9 km à vol d'oiseau, est de 12,9 °C et le cumul annuel moyen de précipitations est de 936,5 mm,. Pour l'avenir, les paramètres climatiques de la commune estimés pour 2050 selon différents scénarios d’émission de gaz à effet de serre sont consultables sur un site dédié publié par Météo-France en novembre 2022.

## Urbanisme

### Typologie
Au 1er janvier 2024, Saint-Christophe-sur-Roc est catégorisée commune rurale à habitat dispersé, selon la nouvelle grille communale de densité à sept niveaux définie par l'Insee en 2022.
Elle est située hors unité urbaine. Par ailleurs la commune fait partie de l'aire d'attraction de Niort, dont elle est une commune de la couronne,. Cette aire, qui regroupe 91 communes, est catégorisée dans les aires de 50 000 à moins de 200 000 habitants,.

### Occupation des sols
L'occupation des sols de la commune, telle qu'elle ressort de la base de données européenne d’occupation biophysique des sols Corine Land Cover (CLC), est marquée par l'importance des territoires agricoles (97,7 % en 2018), une proportion identique à celle de 1990 (97,7 %). La répartition détaillée en 2018 est la suivante : 
terres arables (52,8 %), zones agricoles hétérogènes (23,1 %), prairies (21,7 %), zones urbanisées (2,3 %). L'évolution de l’occupation des sols de la commune et de ses infrastructures peut être observée sur les différentes représentations cartographiques du territoire : la carte de Cassini (XVIIIe siècle), la carte d'état-major (1820-1866) et les cartes ou photos aériennes de l'IGN pour la période actuelle (1950 à aujourd'hui).

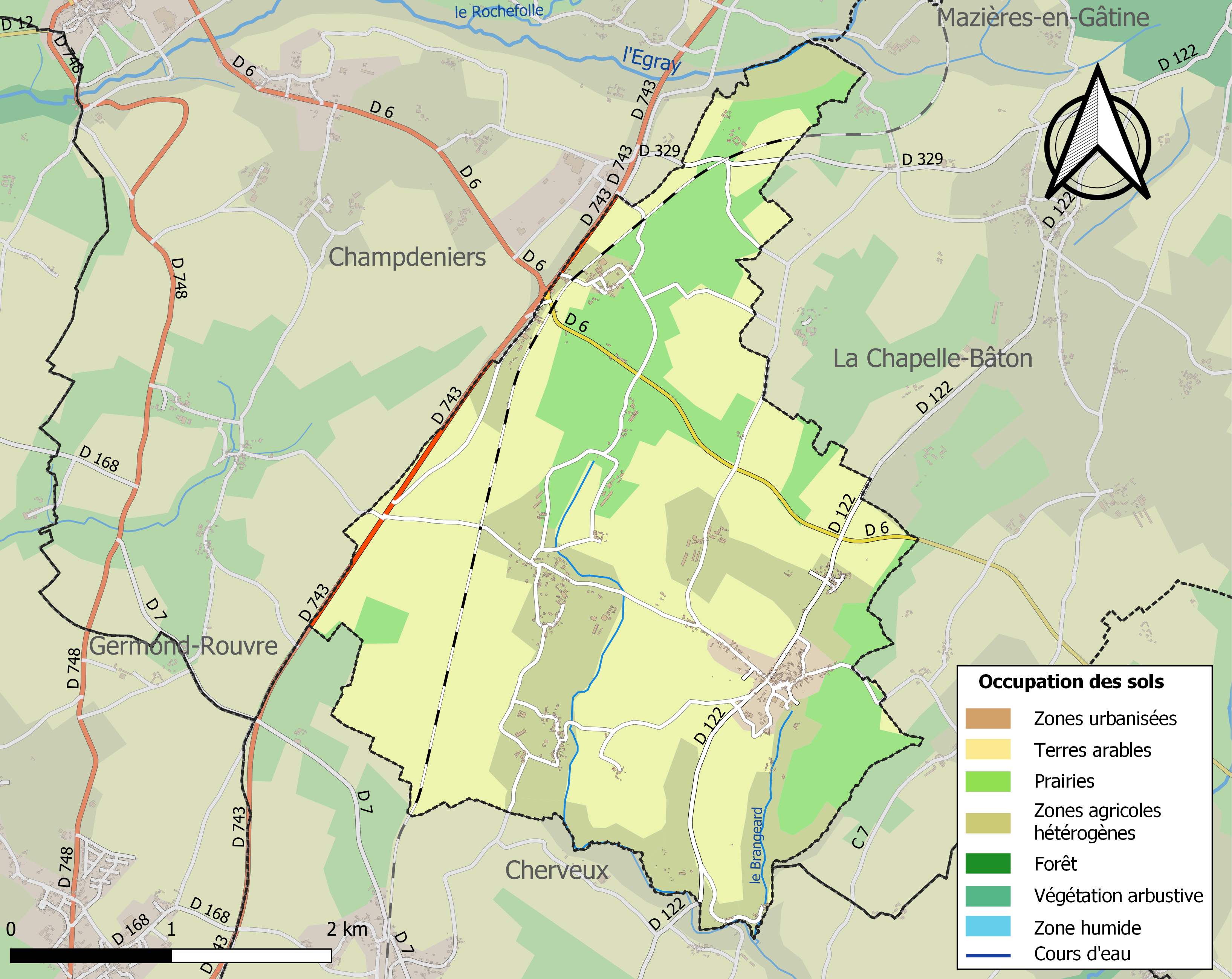
Carte des infrastructures et de l'occupation des sols de la commune en 2018 (CLC).

### Risques majeurs
Le territoire de la commune de Saint-Christophe-sur-Roc est vulnérable à différents aléas naturels : météorologiques (tempête, orage, neige, grand froid, canicule ou sécheresse), inondations, mouvements de terrains et séisme (sismicité modérée). Il est également exposé à un risque technologique,  le transport de matières dangereuses, et à un risque particulier : le risque de radon. Un site publié par le BRGM permet d'évaluer simplement et rapidement les risques d'un bien localisé soit par son adresse soit par le numéro de sa parcelle.

#### Risques naturels
Certaines parties du territoire communal sont susceptibles d’être affectées par le risque d’inondation par débordement de cours d'eau, notamment l'Égray. La commune a été reconnue en état de catastrophe naturelle au titre des dommages causés par les inondations et coulées de boue survenues en 1982, 1983, 1999 et 2010,.

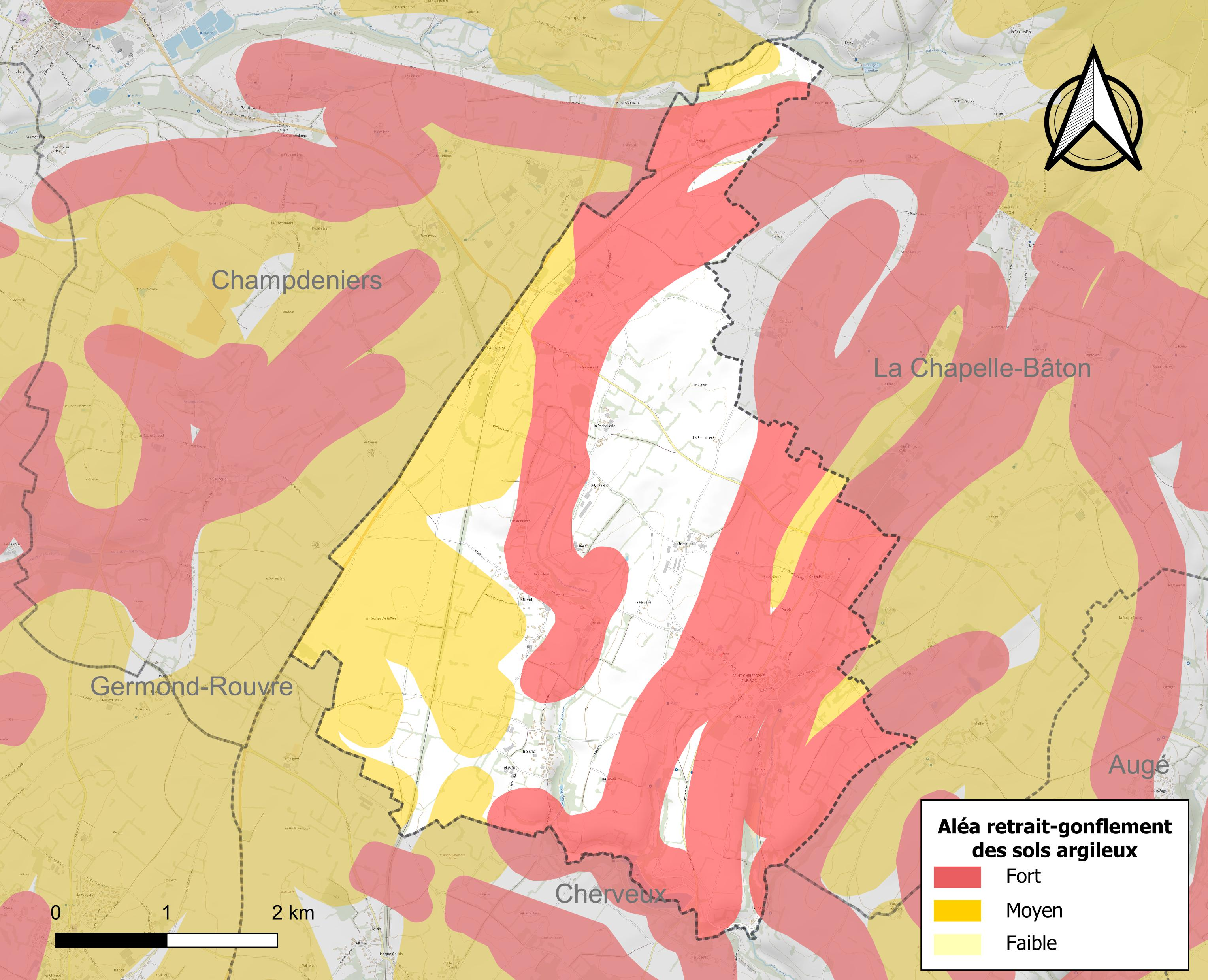
Carte des zones d'aléa retrait-gonflement des sols argileux de Saint-Christophe-sur-Roc.

Les mouvements de terrains susceptibles de se produire sur la commune sont des tassements différentiels. Le retrait-gonflement des sols argileux est susceptible d'engendrer des dommages importants aux bâtiments en cas d’alternance de périodes de sécheresse et de pluie. 71,6 % de la superficie communale est en aléa moyen ou fort (54,9 % au niveau départemental et 48,5 % au niveau national). Depuis le 1er octobre 2020, en application de la loi ELAN, différentes contraintes s'imposent aux vendeurs, maîtres d'ouvrages ou constructeurs de biens situés dans une zone classée en aléa moyen ou fort,.
La commune a été reconnue en état de catastrophe naturelle au titre des dommages causés par la sécheresse en 2003 et 2017 et par des mouvements de terrain en 1999 et 2010.

#### Risque particulier
Dans plusieurs parties du territoire national, le radon, accumulé dans certains logements ou autres locaux, peut constituer une source significative d’exposition de la population aux rayonnements ionisants. Selon la classification de 2018, la commune de Saint-Christophe-sur-Roc est classée en zone 3, à savoir zone à potentiel radon significatif.

## Administration
| Période | Période  | Identité      | Étiquette | Qualité                                                                                          |
| ------- | -------- | ------------- | --------- | ------------------------------------------------------------------------------------------------ |
| 1989    | 2005     | Georges Genet |           |                                                                                                  |
| 2005    | 2018     | Claude Bonnin |           |                                                                                                  |
| 2018    | En cours | Yves Attou    | DVG       | Ancien conseiller de Ségolène Royal Président de l'association des maires ruraux des Deux-Sèvres |

## Démographie
À partir du XXIe siècle, les recensements réels des communes de moins de 10 000 habitants ont lieu tous les cinq ans. Pour Saint-Christophe-sur-Roc, cela correspond à 2008, 2013, 2018, etc. Les autres dates de « recensements » (2006, 2009, etc.) sont des estimations légales.
| 1793 | 1800 | 1806 | 1821 | 1831 | 1836 | 1841 | 1846 | 1851 |
| ---- | ---- | ---- | ---- | ---- | ---- | ---- | ---- | ---- |
| 559  | 679  | 560  | 632  | 648  | 691  | 712  | 722  | 736  |

| 1856 | 1861 | 1866 | 1872 | 1876 | 1881 | 1886 | 1891 | 1896 |
| ---- | ---- | ---- | ---- | ---- | ---- | ---- | ---- | ---- |
| 768  | 729  | 746  | 724  | 694  | 773  | 852  | 847  | 808  |

| 1901 | 1906 | 1911 | 1921 | 1926 | 1931 | 1936 | 1946 | 1954 |
| ---- | ---- | ---- | ---- | ---- | ---- | ---- | ---- | ---- |
| 765  | 792  | 774  | 706  | 724  | 714  | 677  | 633  | 621  |

| 1962 | 1968 | 1975 | 1982 | 1990 | 1999 | 2006 | 2008 | 2013 |
| ---- | ---- | ---- | ---- | ---- | ---- | ---- | ---- | ---- |
| 640  | 618  | 536  | 468  | 472  | 453  | 535  | 558  | 553  |

| 2018 | 2022 | - | - | - | - | - | - | - |
| ---- | ---- | - | - | - | - | - | - | - |
| 565  | 566  | - | - | - | - | - | - | - |

## Culture locale et patrimoine

### Lieux et monuments
- La croix hosannière d'une hauteur de 9 m, classée MH le 22 mars 1889.

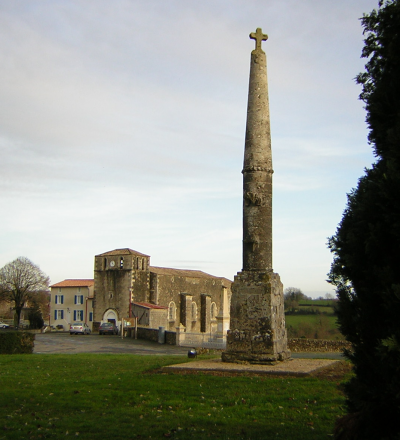
Croix hosannière.

- L'église Saint-Christophe de fond roman, rénovée au XVIIe siècle :
  - abside semi-circulaire
  - fragment de plaque funéraire sculptée datant probablement du XIIIe siècle[23].
- Le lavoir construit en contrebas d'une ancienne laiterie industrielle (datant de 1894 et inscrite au patrimoine depuis 2002) permet d'accéder à la rivière souterraine.
- La rivière souterraine en dessous du village se développant sur 5 km environ et sur deux réseaux distincts : réseau de la Chapelle-Bâton et réseau de Saint-Projet.

### Héraldique
| Blason de Saint-Christophe-sur-Roc | Blason  | D'azur à la bande d'or. |
| Blason de Saint-Christophe-sur-Roc | Détails | Utilisé par la commune. |